# Ndemli
Das Ndemli ist eine tikaroide Sprache des Kamerun.
Neuere Klassifikationen wie Nurse (2003) platzieren es innerhalb der eigentlichen Graslandsprachen, obwohl Ethnologue dies nicht reflektiert. Ethnologue konstatiert, dass es mit der Sprache „Tikar“ verwandt ist, und dass „der Dialekt Bandobo des tikar dem Ndemli sehr ähnlich ist“, wobei nicht klar ist, ob das Bandobo zum Tikar gehört.